# Девоатин D.535
Девоатин D.535 (фр. Dewoitine D.535) је француски ловачки авион. Авион је први пут полетео 1932. године. 

Највећа брзина авиона при хоризонталном лету је износила 340 km/h.
Распон крила авиона је био 10,30 метара, а дужина трупа 6,50 метара. Празан авион је имао масу од 1097 килограма. Нормална полетна маса износила је око 1517 килограма. Био је наоружан са 2 синхронизована митраљеза Викерс калибра 7,7 милиметара.

## Наоружање
| Наоружање авиона: Девоатин     |     |
| Ватрено (стрељачко) наоружање  |     |
| Топ                            |     |
| Митраљез                       |     |
| Број и ознака митраљеза        | 2   |
| Калибар                        | 7,7 |
| Бомбардерско наоружање (бомбе) |     |
| Ракетно наоружање (ракете)     |     |